# Kerinci Kanan (plaats)
Kerinci Kanan is een bestuurslaag in het regentschap Siak van de provincie Riau, Indonesië. Kerinci Kanan telt 2827 inwoners (volkstelling 2010).